# Enrico di Stolberg-Wernigerode
Enrico di Stolberg-Wernigerode (Wernigerode, 25 settembre 1772 – Wernigerode, 16 febbraio 1854) governò la Contea di Wernigerode succedendo al padre nel 1824.

## Biografia
Enrico era il figlio maggiore del conte Cristiano Federico di Stolberg-Wernigerode (1746 - 1824) e della contessa Eleonora di Stolberg-Stolberg (1748 - 1821). Era quindi un membro della nobile famiglia dei Conti di Stolberg.
Enrico venne istruito da tutori privati e studiò a Strasburgo fino al 1790, a parte un'interruzione nel 1789 a causa dei sollevamenti popolari conseguenti alla rivoluzione francese. Egli proseguì quindi i propri studi a Gottinga e al termine di essi si dedicò all'amministrazione dei propri territori. Dopo il fallimento dei suoi tentativi di evitare la mediatizzazione dei possedimenti del suo casato come parte del Reichsdeputationshauptschluss, egli si schierò dalla parte di Napoleone Bonaparte, divenendo Oberstallmeister del Regno di Vestfalia. Dal 1808 al 1813 egli fu un membro della Dieta del Regno di Vestfalia.
Dal 1813 al 1815 egli servì il Governo Generale tra il Weser ed il Reno, come amministratore del distretto di Osterwieck (il Governo Generale fu una provincia temporanea della Prussia, che amministrava i territori che erano stati occupati dalla Francia durante la guerra della Sesta Coalizione). A seguito del Congresso di Vienna tutti i territori della Contea di Stolberg vennero concessi al conte Enrico.
A partire dal 1825 fu un membro del Concilio di Stato Prussiano; tra il 1825 e il 1854 fece parte del Concilio della Provincia Prussiana di Sassonia e dal 1847 al 1848 della Dieta Unificata delle Provincie Prussiane. Dal 1824 al 1854 egli governò sulla Contea di Wernigerode nel distretto di Magdeburgo della Provincia Prussiana di Sassonia. In quanto nobile egli era un membro ereditario dell Prima Camera degli Stati Generali del Regno di Hannover e del Granducato d'Assia. Enrico di Stolberg-Wernigerode era inoltre canonico della cattedrale di Halberstadt, cavaliere dell'Ordine dell'Aquila nera e membro dell'Ordine di San Giovanni del baliaggio di Brandeburgo.
Nel 1853 egli acquistò Bruch Haus, una magione nei pressi di Hattingen; la fabbrica Henrichshütte venne così chiamata in suo onore ed iniziò la produzione nel 1854, l'anno in cui morì Enrico.

## Matrimoni e discendenza
Il 4 agosto 1799 egli sposò la principessa Giovanna (Jenny) di Schönburg-Waldenburg (4 ottobre 1780 - 29 agosto 1809), dalla quale ebbe la seguente discendenza:
- Eleonora (1801 – 1827), nel 1819 sposò Enrico LXIII, principe Reuss di Köstritz;
- Ermanno (1802–1841), nel 1831 sposò la contessa Emma di Erbach-Fürstenau (1811 - 1889), bisnipote di Giorgio Alberto III di Erbach-Fürstenau, e fu padre di Otto zu Stolberg-Wernigerode;
- Bernardo (1803 – 1824);
- Botho (1805 – 1881), nel 1843 sposò la contessa Adelaide di Erbach-Fürstenau (1822 - 1881), sorella della summenzionata Emma.

Rimasto vedovo, si sposò una seconda volta il 30 dicembre 1810 con la baronessa Eberhardine von der Reck, figlia del ministro di Stato prussiano Eberhard von der Reck. Da Eberhardin ebbe quattro figli:
- Carolina (1806 – 1896), nel 1828 sposò il principe Enrico LXIII, principe Reuss di Köstritz, rimasto nel frattempo vedovo della sorellastra Eleonora;
- Edoardo e Cristoforo (gemelli, nati e morti nel 1808);
- Rodolfo (1809 - 1867), nel 1851 sposò la cugina, contessa Augusta di Stolberg-Wernigerode (1823 - 1864).

## Ascendenza
|                                                       |                                                     |                                                    | Genitori                                                  |  |  | Nonni |  |  | Bisnonni                                          |  |  | Trisnonni                                      |  |
|                                                       |                                                     |                                                    |                                                           |  |  |       |  |  | 8. Christian Ernst, conte di Stolberg-Wernigerode |  |  | 16. Ludwig Christian, conte di Stolberg-Gedern |  |
|                                                       |                                                     |                                                    |                                                           |  |  |       |  |  | 8. Christian Ernst, conte di Stolberg-Wernigerode |  |  | 16. Ludwig Christian, conte di Stolberg-Gedern |  |
|                                                       |                                                     | 17. Christine von Mecklenburg-Güstrow              |                                                           |  |  |       |  |  | 8. Christian Ernst, conte di Stolberg-Wernigerode |  |  |                                                |  |
| 4. Heinrich Ernst II, conte di Stolberg-Wernigerode   |                                                     |                                                    |                                                           |  |  |       |  |  | 8. Christian Ernst, conte di Stolberg-Wernigerode |  |  |                                                |  |
|                                                       |                                                     | 9. Sophie Charlotte zu Leiningen-Westerburg        | 18. Johann Anton, conte di Leiningen-Westerburg           |  |  |       |  |  |                                                   |  |  |                                                |  |
|                                                       |                                                     | 9. Sophie Charlotte zu Leiningen-Westerburg        | 18. Johann Anton, conte di Leiningen-Westerburg           |  |  |       |  |  |                                                   |  |  |                                                |  |
|                                                       |                                                     | 9. Sophie Charlotte zu Leiningen-Westerburg        | 19. Christine Luise zu Sayn-Wittgenstein                  |  |  |       |  |  |                                                   |  |  |                                                |  |
| 2. Christian Friedrich, conte di Stolberg-Wernigerode |                                                     | 9. Sophie Charlotte zu Leiningen-Westerburg        |                                                           |  |  |       |  |  |                                                   |  |  |                                                |  |
|                                                       |                                                     | 10. August Ludwig, principe di Anhalt-Köthen       | 20. Emanuel Lebrecht, principe di Anhalt-Köthen           |  |  |       |  |  |                                                   |  |  |                                                |  |
|                                                       |                                                     | 10. August Ludwig, principe di Anhalt-Köthen       | 20. Emanuel Lebrecht, principe di Anhalt-Köthen           |  |  |       |  |  |                                                   |  |  |                                                |  |
|                                                       |                                                     | 10. August Ludwig, principe di Anhalt-Köthen       | 21. Gisela Agnes von Rath                                 |  |  |       |  |  |                                                   |  |  |                                                |  |
| 5. Christiane Anna von Anhalt-Köthen                  |                                                     | 10. August Ludwig, principe di Anhalt-Köthen       |                                                           |  |  |       |  |  |                                                   |  |  |                                                |  |
|                                                       |                                                     | 11. Emilie von Promnitz-Pless                      | 22. Erdmann II, principe di Promnitz-Pless                |  |  |       |  |  |                                                   |  |  |                                                |  |
|                                                       |                                                     | 11. Emilie von Promnitz-Pless                      | 22. Erdmann II, principe di Promnitz-Pless                |  |  |       |  |  |                                                   |  |  |                                                |  |
|                                                       |                                                     | 11. Emilie von Promnitz-Pless                      | 23. Anna Marie von Sachsen-Weissenfels                    |  |  |       |  |  |                                                   |  |  |                                                |  |
| 1. Henrich, conte di Stolberg-Wernigerode             |                                                     | 11. Emilie von Promnitz-Pless                      |                                                           |  |  |       |  |  |                                                   |  |  |                                                |  |
|                                                       | 12. Christoph Friedrich, conte di Stolberg-Stolberg | 24. Christoph Ludwig I, conte di Stolberg-Stolberg |                                                           |  |  |       |  |  |                                                   |  |  |                                                |  |
|                                                       | 12. Christoph Friedrich, conte di Stolberg-Stolberg | 24. Christoph Ludwig I, conte di Stolberg-Stolberg |                                                           |  |  |       |  |  |                                                   |  |  |                                                |  |
|                                                       | 12. Christoph Friedrich, conte di Stolberg-Stolberg | 25. Luise Christiane von Hessen-Darmstadt          |                                                           |  |  |       |  |  |                                                   |  |  |                                                |  |
| 6. Christoph Ludwig, conte di Stolberg-Stolberg       | 12. Christoph Friedrich, conte di Stolberg-Stolberg |                                                    |                                                           |  |  |       |  |  |                                                   |  |  |                                                |  |
|                                                       |                                                     | 13. Henriette, baronessa di Bibran e Modlau        | 26. Sigismund Heinrich, barone di Bibran e Modlau         |  |  |       |  |  |                                                   |  |  |                                                |  |
|                                                       |                                                     | 13. Henriette, baronessa di Bibran e Modlau        | 26. Sigismund Heinrich, barone di Bibran e Modlau         |  |  |       |  |  |                                                   |  |  |                                                |  |
|                                                       |                                                     | 13. Henriette, baronessa di Bibran e Modlau        | 27. Maria Katharina von Czettritz und Neuhaus             |  |  |       |  |  |                                                   |  |  |                                                |  |
| 3. Auguste Eleonore zu Stolberg-Stolberg              |                                                     | 13. Henriette, baronessa di Bibran e Modlau        |                                                           |  |  |       |  |  |                                                   |  |  |                                                |  |
|                                                       |                                                     | 14. Jost Christian, conte di Stolberg-Rossla       | 28. Christoph Ludwig I, conte di Stolberg-Stolberg (= 24) |  |  |       |  |  |                                                   |  |  |                                                |  |
|                                                       |                                                     | 14. Jost Christian, conte di Stolberg-Rossla       | 28. Christoph Ludwig I, conte di Stolberg-Stolberg (= 24) |  |  |       |  |  |                                                   |  |  |                                                |  |
|                                                       |                                                     | 14. Jost Christian, conte di Stolberg-Rossla       | 29. Luise Christiane von Hessen-Darmstadt (= 25)          |  |  |       |  |  |                                                   |  |  |                                                |  |
| 7. Luise Charlotte zu Stolberg-Rossla                 |                                                     | 14. Jost Christian, conte di Stolberg-Rossla       |                                                           |  |  |       |  |  |                                                   |  |  |                                                |  |
|                                                       |                                                     | 15. Amelie Auguste zu Stolberg-Gedern              | 30. Ludwig Christian, conte di Stolberg-Gedern            |  |  |       |  |  |                                                   |  |  |                                                |  |
|                                                       |                                                     | 15. Amelie Auguste zu Stolberg-Gedern              | 30. Ludwig Christian, conte di Stolberg-Gedern            |  |  |       |  |  |                                                   |  |  |                                                |  |
|                                                       |                                                     | 15. Amelie Auguste zu Stolberg-Gedern              | 31. Christine von Mecklenburg-Güstrow                     |  |  |       |  |  |                                                   |  |  |                                                |  |
|                                                       |                                                     | 15. Amelie Auguste zu Stolberg-Gedern              |                                                           |  |  |       |  |  |                                                   |  |  |                                                |  |